# Poliziotti fuori - Due sbirri a piede libero
Poliziotti fuori - Due sbirri a piede libero (Cop Out) è un film del 2010 diretto da Kevin Smith.
Film commedia d'azione con protagonisti Bruce Willis, Tracy Morgan e Seann William Scott.

## Trama
Due poliziotti dai metodi poco ortodossi sono impegnati in un'indagine cui fa capo la ricerca di una figurina di baseball da collezione rubata. Il raro oggetto rubato, però, li porterà sulla strada del riciclaggio di denaro sporco e, contemporaneamente, ad affrontare i relativi problemi di vita privata.

## Produzione
Nel marzo 2009 fu annunciato che Kevin Smith avrebbe diretto il suo primo progetto cinematografico non da egli anche sceneggiato: una commedia d'azione dai toni polizieschi sotto il titolo di lavorazione A Couple of Dicks (in seguito diventato Cop Out a dicembre a causa delle controversie suscitate dal possibile significato a doppio senso e per le pressioni della Warner al riguardo), con Bruce Willis e Tracy Morgan tra i figuranti nel cast artistico principale e basata su una sceneggiatura dei fratelli Cullen.
Le riprese iniziarono il 2 giugno 2009 a New York e terminarono il 14 agosto. Le polemiche sollevate dalla Warner Bros. circa la natura del titolo, furono rese note prima che dell'inizio della lavorazione, e a luogo di diverse controversie lo studio fu costretto a rivedere la storia e cercare un nuovo titolo da abbinare. Smith annunciò poi il 9 dicembre sulla sua pagina di Twitter che il film avrebbe realmente cambiato titolo. La Warner Bros. chiese a Smith e Dave Klein, direttore della fotografia, di eseguire uno storyboard dell'intero film, e i due accettarono l'impiego terminandolo due mesi prima delle riprese.

## Promozione
Il primo corto promozionale fu mostrato il 23 dicembre 2009. Smith, invece, annunciò che il primo trailer sarebbe stato allegato all'uscita di Sherlock Holmes il giorno di Natale.

## Distribuzione
Il film è uscito nel circuito cinematografico statunitense il 26 febbraio 2010. In Italia la pellicola è stata distribuita a partire dal 25 giugno 2010.